# Orlann Oliere
Orlann Oliere (* 26. Mai 1991 in Sens als Orlann Ombissa; zwischenzeitlich Orlann Ombissa-Dzangue) ist eine französische Leichtathletin, die sich auf den Sprint spezialisiert hat. Mit der französischen 4-mal-100-Meter-Staffel wurde sie 2024 in Rom Vizeeuropameisterin.

## Sportliche Laufbahn
Erste internationale Erfahrungen sammelte Orlann Oliere im Jahr 2008, als sie bei den Juniorenweltmeisterschaften in Bydgoszcz mit der französischen 4-mal-100-Meter-Staffel in 45,02 s den fünften Platz belegte. Zwei Jahre darauf gelangte sie bei den Juniorenweltmeisterschaften im kanadischen Moncton im 100-Meter-Lauf bis in das Halbfinale und schied dort mit 12,01 s aus, während sie mit der Staffel mit 45,70 s den Finaleinzug verpasste. 2011 schied sie bei den U23-Europameisterschaften in Ostrava mit 12,02 s im Vorlauf aus und gewann mit der Staffel in 44,26 s die Silbermedaille hinter dem Team aus Russland. Daraufhin beendete sie vorläufig ihre aktive Karriere, kehrte aber im Jahr 2017 zur Leichtathletik zurück und nahm mit der französischen Staffel an den Weltmeisterschaften in London teil, bei denen sie mit 42,92 s aber den Finaleinzug verpasste. Im Jahr darauf siegte sie bei den Mittelmeerspielen in Tarragona in 11,29 s über 100 Meter und auch mit der Staffel gewann sie in 43,29 s die Goldmedaille. Anschließend belegte sie bei den Europameisterschaften in Berlin in 11,29 s den achten Platz über 100 Meter und erreichte mit der Staffel nach 43,10 s Rang fünf.
2019 scheiterte sie bei den Weltmeisterschaften in Doha mit 11,34 s in der ersten Runde und wurde mit der Staffel im Vorlauf disqualifiziert. Nach einem weiteren Jahr ohne Wettkämpfe startete sie 2021 im 60-Meter-Lauf bei den Halleneuropameisterschaften in Toruń und belegte dort in 7,23 s den vierten Platz. Anfang Mai verhalf sie bei den World Athletics Relays im polnischen Chorzów der französischen 4-mal-100-Meter-Staffel zum Finaleinzug. Im August erreichte sie dann mit der Staffel das Finale der Olympischen Spiele in Tokio und belegte dort in 42,89 s den siebten Platz. Nach einem Jahr Wettkampfpause und nur wenigen Wettkämpfen 2023 qualifizierte sie sich im Jahr darauf über 60 Meter für die Hallenweltmeisterschaften in Glasgow und schied dort mit 7,18 s im Halbfinale aus. Im Mai verhalf sie der 4-mal-100-Meter-Staffel bei den World Athletics Relays auf den Bahamas zum Einzug in die Finalrunde und sicherte damit dem französischen Team einen Startplatz bei den Olympischen Spielen in Paris. Im Juni gewann sie mit der Staffel bei den Europameisterschaften in Rom in 42,15 s gemeinsam mit Gémima Joseph, Hélène Parisot und Sarah Richard-Mingas die Silbermedaille hinter dem britischen Team. Im August gelangte sie bei den Olympischen Sommerspielen in Paris mit 42,23 s im Finale auf Rang vier mit der Staffel.
2021 wurde Ombissa-Dzangue französische Meisterin im 100-Meter-Lauf.

## Persönliche Bestleistungen
- 100 Meter: 11,06 s (+1,5 m/s), 7. Juli 2018 in Albi
  - 60 Meter (Halle): 7,15 s, 27. Januar 2019 in Paris